# Egira amamiensis
Egira amamiensis är en fjärilsart som beskrevs av Kishida och Yoshimoto 1980. Egira amamiensis ingår i släktet Egira och familjen nattflyn. Inga underarter finns listade i Catalogue of Life.